# Топурия, Бадри Отарович
Ба́дри Отарович Топу́рия (род. 26 марта 1956, село Нориси, Абашский район, Грузинская ССР) — грузинский, российский художник, заслуженный деятель искусств Республики Карелии (2007).

## Биография
Учился в Детской художественной школе города Поти в 1967—1971 годах. Закончил художественное училище имени Я. И. Николадзе в 1975 году и факультет живописи Тбилисской государственной академии художеств в 1983 году. Член Союза художников Грузинской ССР с 1985 года. Участник выставок с 1980 года.
С 1994 года проживает в Петрозаводске, член Союза художников Российской Федерации с 1997 года, член международный союз педагогов-художников с 2016 года. С 2005 года доцент кафедры технологии, изобразительного искусства и дизайна Института педагогики и психологии ПетрГУ. Участник региональных, российских и международных выставок.
В 2019 году за серию «Город Петрозаводск» удостоен премии Главы Республики Карелия «Сампо». В 2020 году награждён Почётным знаком Главы Республики Карелия «За вклад в развитие Республики Карелия».
В 2023 году за заслуги в научно-педагогической деятельности, подготовке квалифицированных специалистов и многолетнюю добросовестную работу получил благодарность Президента Российской Федерации.

## Выставки

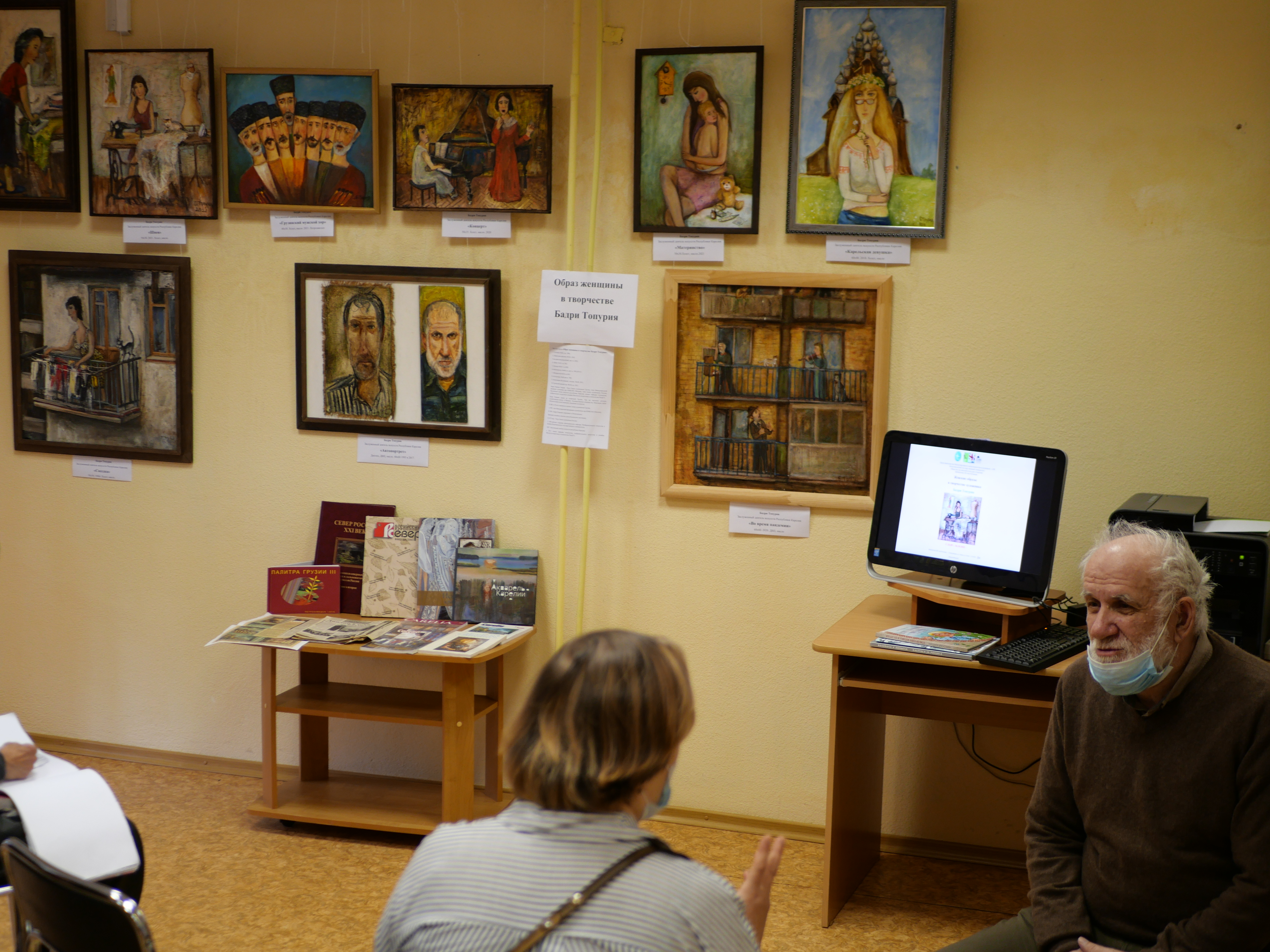
Открытие выставки «Образ женщины в творчестве Бадри Топурия», Библиотека № 3 им. Н. Клюева, Петрозаводск, 2021

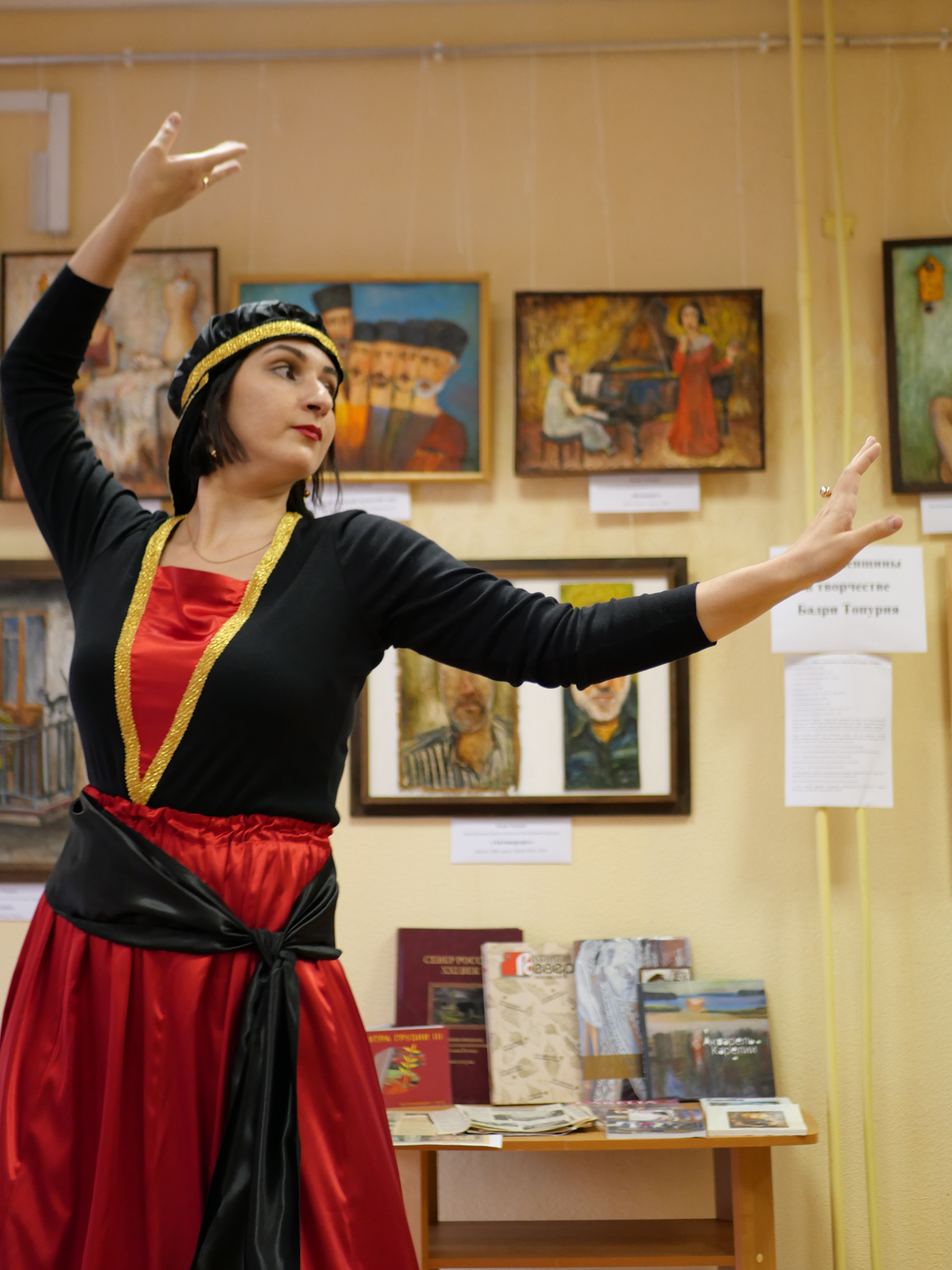
Натия Квачадзе исполняет аджарский танец на открытии выставки картин «Образ женщины в творчестве Бадри Топурия», Петрозаводск, 2021

- Ежегодные республиканские выставки. Тбилиси, с 1980 по 1992 г.
- Ежегодные республиканские выставки. Петрозаводск, с 1995 г.
- «Образ женщины». Петрозаводск, 1998 г.
- «Пейзаж Карелии». Петрозаводск, 1998 г.
- «Деревянное зодчество русского севера». 1998 г.
- «Мир среди цветов». Петрозаводск, 1998 г.
- Всероссийская выставка «К 850-летию Москвы». Москва, 1997 г.
- «Российский север», региональная выставка. Киров, 1998 г.
- «Зимняя выставка». Петрозаводск, 1999—2000 г., Культурный центр МА
- Международная выставка «Краски Водлезерья». Петрозаводск
- 60 лет Союз художников Карелии. Петрозаводск
- Всероссийская выставка «Имени твоему» 2000 летию рождества христова. ЦДХ, Москва
- Российский пленэр. Плёс, Ивановская область. 2002 г.
- 9-я Российский север. Вологда. 2003 г.
- 1-я Международнная акварельная выставка. Петрозаводск, 2004 г.
- 10-я Всероссийская выставка. ЦДХ, Москва, 2004 г.
- «Ностальгия» выставка Грузинских художников из Петрозаводска, 2005 г.
- 65 лет союза художников Карелии. Петрозаводск, 2005 г.
- Российский пленэр Мошенском Новгородской области, 2006 г.
- Международний пленэр деревня Сяргилахта. Карелия, 2006 г.
- 10-я Российский север. Великий Новгород, 2008 г.
- 11-я Всероссийская выставка. ЦДХ, Москва, 2009 г.
- 1-я Российский пленэр «Заповедник Кивач». Карелия, 2009 г.
- «Карелькие пленеры» выставка художники севера. Великий Новгород, 2011 г.
- 2-я Российский пленэр деревня Нурмолица Олонецкого района. Карелия, 2011 г.
- 11-я Российский север. Сыктывкар, 2013 г.

Групповые выставки:
- Б. Топурия и З. Гикашвили, Москва, ЦДХ, 1994 г.
- Б. Топурия и С. Салинен, Санкт-Петербург, «Невограф», 1998 г.

Персональные выставки:
- Республиканский центр искусств, Петрозаводск, 1996 г.
- Галерея «Тайде», Петрозаводск 1997 г.
- Экспо-центр, Петрозаводск, 1997 г.
- Государственная публичная библиотека, Петрозаводск.
- Йоэнсуу (Финляндия), 1999 г.
- Центральный Дом актёра имени А. А. Яблочкиной Москва, 2014 год.

Местонахождение произведений: Национальный музей Республики Карелия; Государственный Музей художественной культуры Новгородской земли; Мурманский областной художественный музей; Музей изобразительных искусств Республики Карелия; Музей острова Валаам; Музей-заповедник Кижи; Музей-заповедник Кивач; Картинная галерея г. Тбилиси (Грузия); Картинная галерея г. Бад-Орб (Германия); Картинная галерея села Мошенское (Новгородской обл.); Музейный центр г. Сегежи ; Кондопожский городской краеведческий музей ; Муниципалитет г. Штутгарта (Германия); муниципалитет г. Тюбинген (Германия); муниципалитет г. Йоэнсуу (Финляндия); Российский центр науки и культуры г. Хельсинки (Финляндия).